# ديفيد مايهيو (سائق سباق)
ديفيد مايهيو (بالإنجليزية: David Mayhew)‏ هو سائق سباق أمريكي، ولد في 19 فبراير 1982 في أتاساديرو في الولايات المتحدة.

## وصلات خارجية
- ديفيد مايهيو على موقع Racing-Reference.info (الإنجليزية)